# Hvězda
Hvězda (Duits: Stern) is een Tsjechische plaats in de gemeente Malíkovice in de regio Midden-Bohemen en maakt deel uit van het district Kladno. Het dorp ligt op 1 km afstand van Malíkovice en op 8 km afstand van Slaný.
Hvězda telt 125 inwoners (2021).

## Geografie
Het dorp ligt op de heuvelrug tussen de dalen van de Byseňskýbeek (in het noorden) en de Červenýbeek (in het zuiden).

## Geschiedenis
De eerste schriftelijke vermelding van het dorp dateert van 1589.
Sinds 1960 is Hvězda onderdeel van de gemeente Malíkovice.

## Verkeer en vervoer

### Autowegen
Hvězda wordt doorkruist door weg I/16 en verbindt het dorp met Řevničov enerzijds en Slaný anderzijds.

### Spoorlijnen
Er is geen spoorlijn of station in de gemeente. Het dichtstbijzijnde station is Slaný, op 8 km afstand. Dat station is gelegen aan spoorlijn 110 Kralupy nad Vltavou - Louny.

### Buslijnen
Hvězda kent één gelijknamige bushalte en wordt bediend door lijn 580 Rakovník - Slaný (- Linkový) van ČSAD Slaný.

## Bezienswaardigheden
- Kapel met klokkentoren;
- Monument voor de slachtoffers van de Eerste en Tweede Wereldoorlog.

## Galerĳ

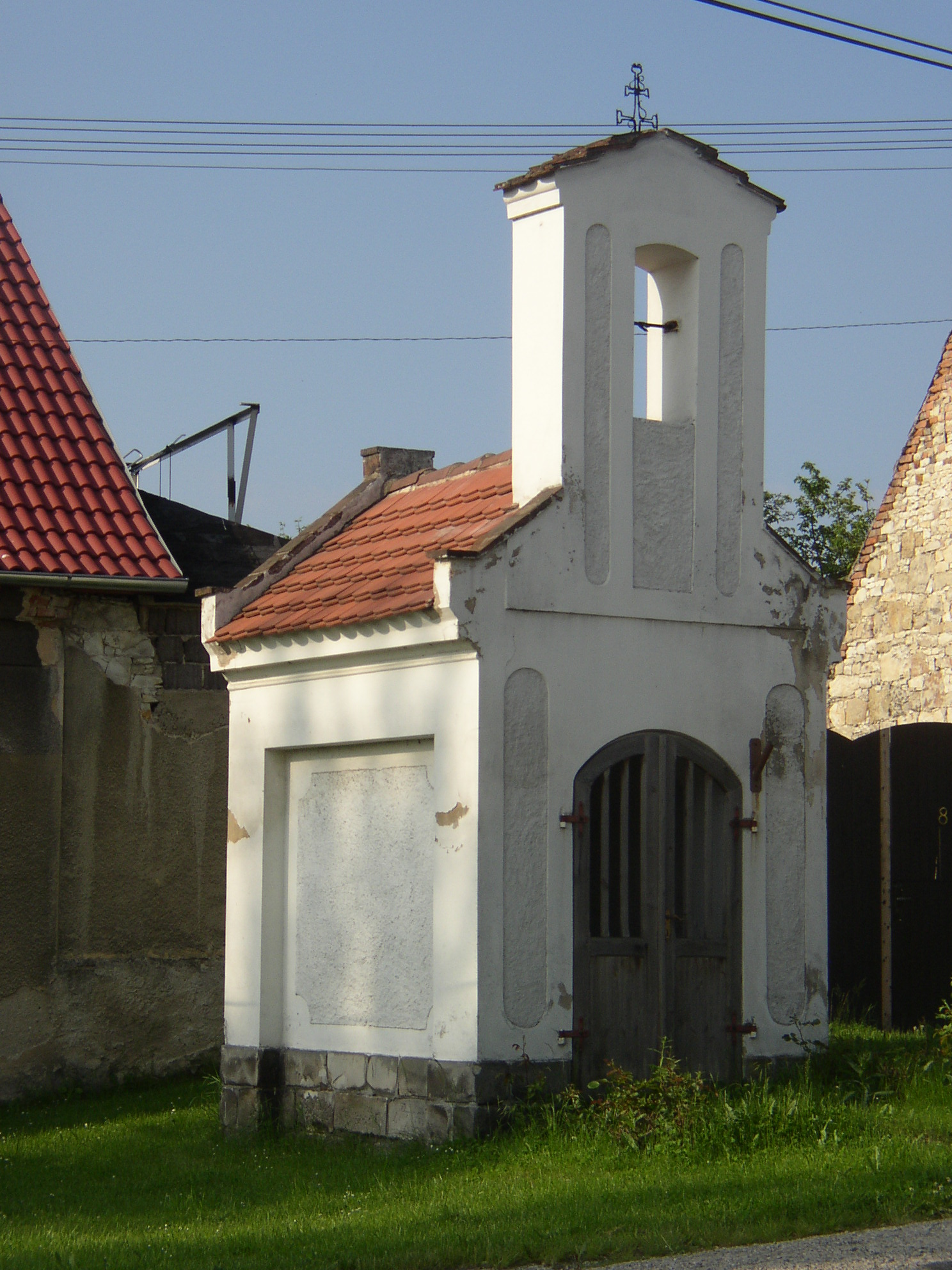
Dorpskapel (2010)
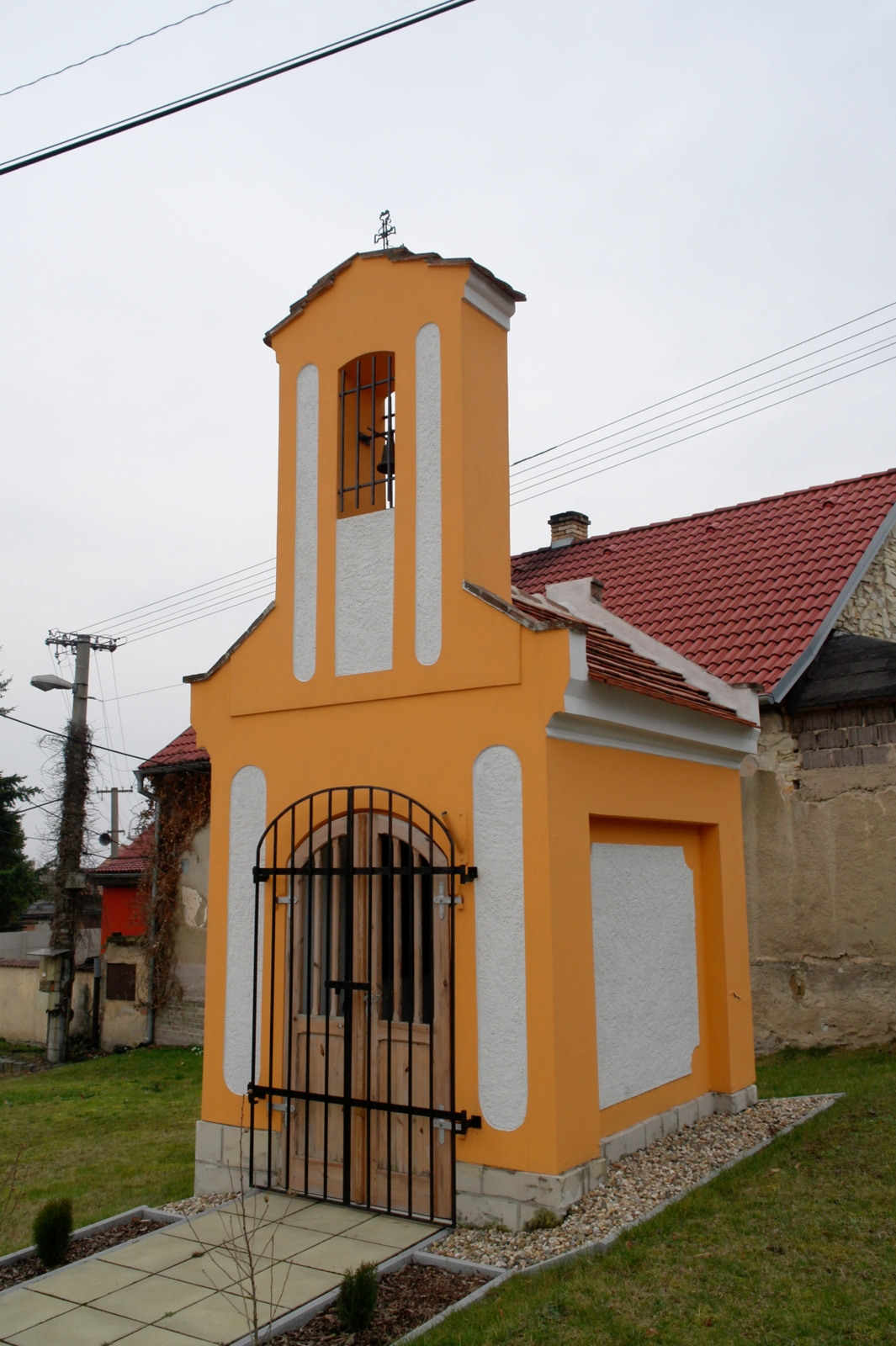
Dorpskapel (2016)
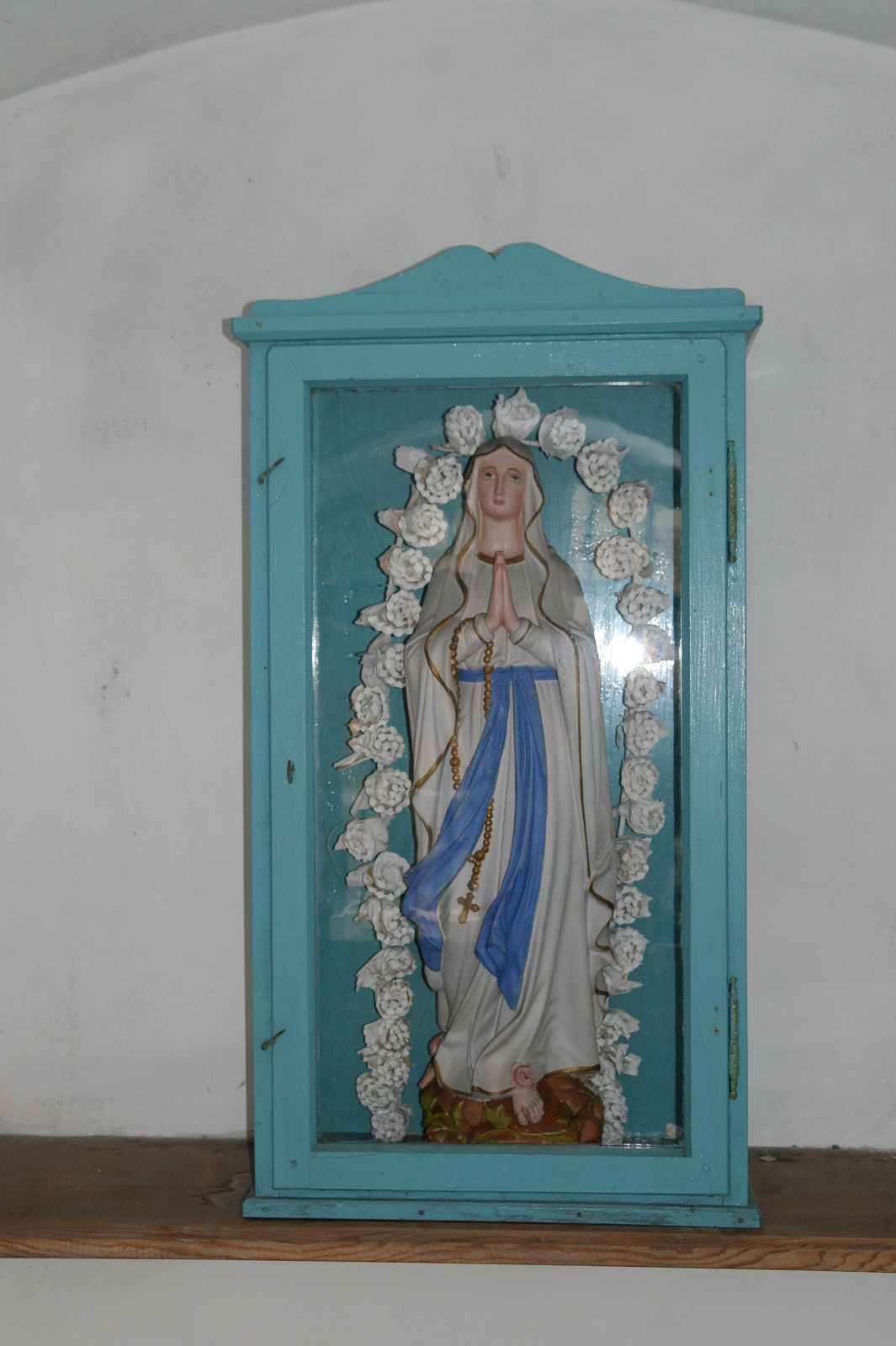
Dorpskapel (binnenzijde)
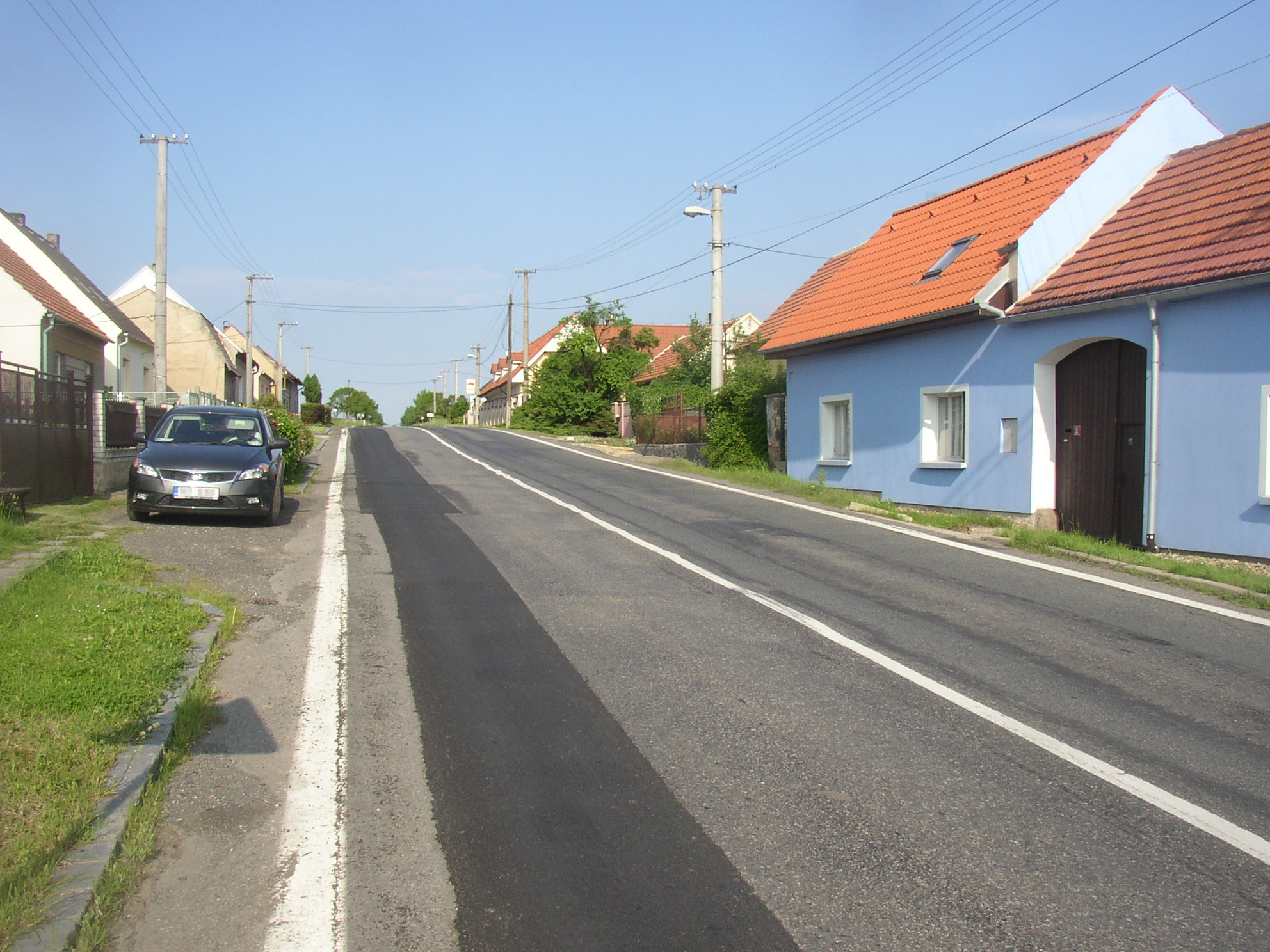
Weg I/16, de hoofdweg door het dorp (1)
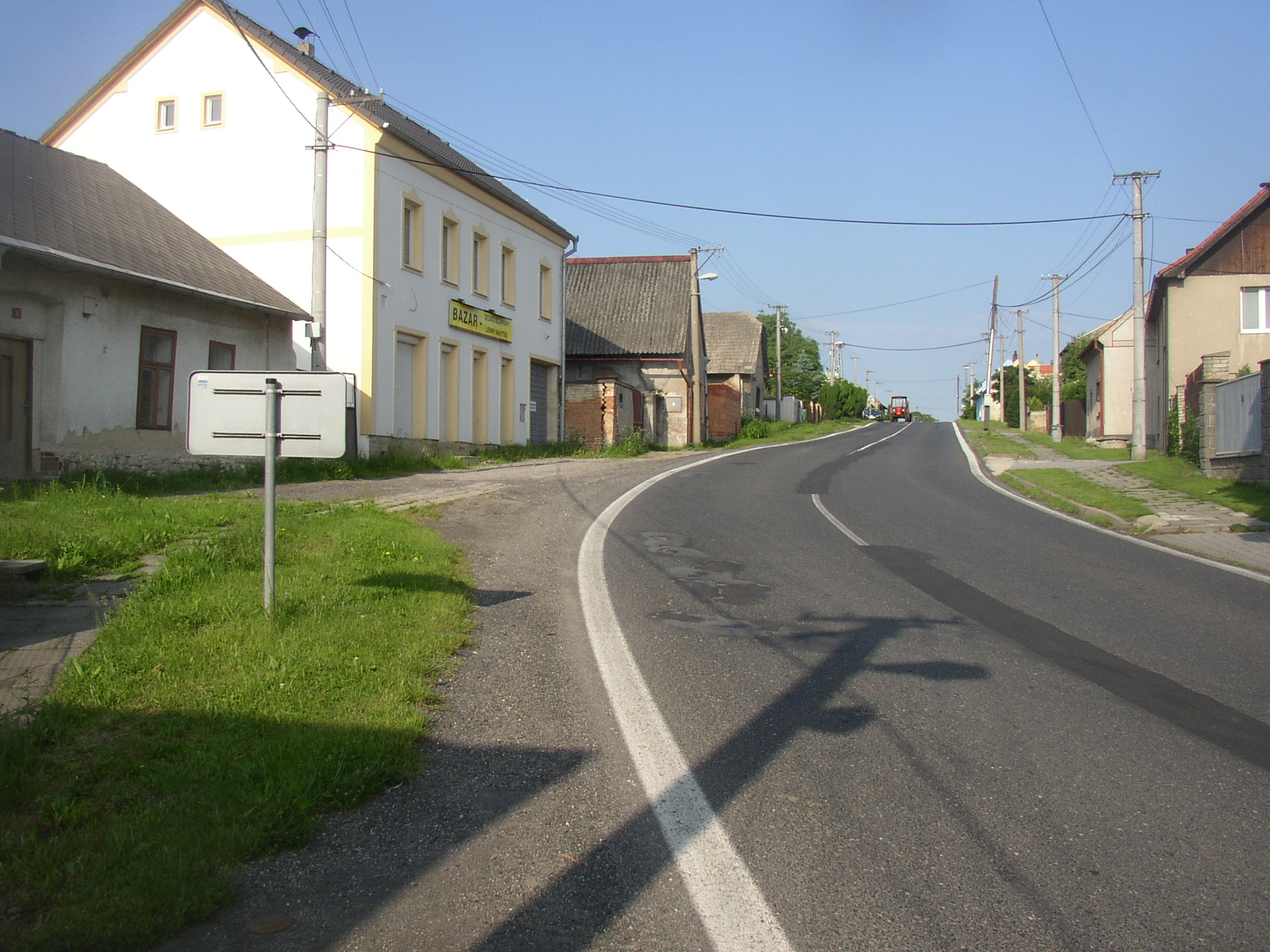
Weg I/16, de hoofdweg door het dorp (2)